# Char 2C

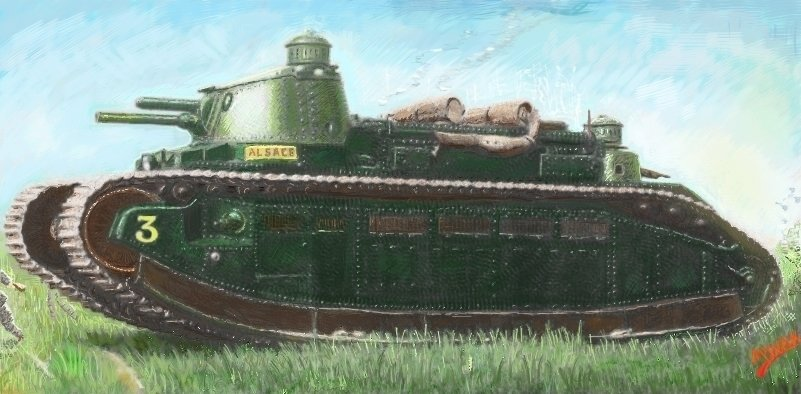
Tanc Char 2C

El Char 2C (també conegut com a FCM 2C) va ser un tanc superpesant francès desenvolupat, però mai utilitzat, durant la Primera Guerra Mundial. És el tanc més llarg (en dimensions físiques) funcional mai fet.